# Андорра на летних Олимпийских играх 1984
Андорра принимала участие в Летних Олимпийских играх 1984 года в Лос-Анджелесе (США), но не завоевала ни одной медали. Страну представляли только два атлета, выступавшие в стендовой стрельбе.

## Результаты

### Стрельба
| Спортсмен           | Дисциплина | Результат | Результат |
| Спортсмен           | Дисциплина | Очки      | Место     |
| ------------------- | ---------- | --------- | --------- |
| Йоан Томаш Рока     | Трап       | 180       | 26        |
| Франсеск Гасет Фрис | Трап       | 179       | 28        |